# Gundel Sporleder
Gundel Sporleder (* 12. Mai 1959 in Beckendorf-Neindorf) ist eine deutsche Handballtrainerin und ehemalige Außenspielerin, die während ihrer aktiven Karriere in der Oberliga, der höchsten Spielklasse der DDR, Handball spielte.

## Karriere
Sporleder begann das Handballspielen beim Verein Lok Oschersleben. Ab ihrem 13. Lebensjahr besuchte sie die Sportschule in Magdeburg und hütete im Jugendbereich das Tor beim SC Magdeburg. Im Erwachsenenbereich schulte sie aufgrund der starken Konkurrenz auf der Torhüterposition beim SC Magdeburg auf die Linksaußenposition um. In der Saison 1980/81 gewann sie mit Magdeburg die DDR-Meisterschaft. Aufgrund der Geburt ihrer Tochter beendete Sporleder vier Jahre später ihre Karriere.
Sporleder ist seit dem Jahr 2001 bei Werder Bremen als Trainerin tätig. Dort betreute sie anfangs Jugendmannschaften und übernahm anschließend gemeinsam mit Radek Lewicki die 1. Damenmannschaft, die unter dem Trainergespann 2015 in die 2. Bundesliga aufstieg. Später trainierte sie die 2. Mannschaft von Werder Bremen. Nachdem Sporleder in der Saison 2021/22 als Co-Trainerin der 1. Damenmannschaft ausgeholfen hatte, ist sie seit dem Sommer 2022 als Betreuerin tätig sein.